# Furebergfossen
Furebergfossen er et vandfald i Kvinnherad kommune i Vestland fylke i Norge. Vandfaldet ligger i Furebergselven, ved udmundingen i Maurangsfjorden. Den ligger ved riksvei 551 som går fra Odda til Løfallstrand færgekaj. Vandfaldet er brat og har et stort fald på ca. 20 meter, før vandet løber ud i Maurangerfjorden.